# フワイヨート駅
フワイヨート駅（フワイヨートえき、タイ語:สถานีรถไฟห้วยยอด）は、タイ王国南部トラン県フワイヨート郡にある、タイ国有鉄道南本線カンタン支線の駅である。

## 概要
フワイヨート駅は、タイ王国南部トラン県の人口9万人が暮らすフワイヨート郡にある。町の中心部に位置する為、利便性が良い。駅の正面側（西側）が、市街地である。当駅より300m程西に国道4号線があり、バスをつかまえることができる。バンコクから800.82km地点に位置し、急行列車利用で15時間程度である。バンコクとの間で直通夜行列車2往復（トラン駅始発着急行1往復、カンタン駅始発着快速1往復）が運行されている。

## 歴史
タイ国有鉄道南本線の本格的な工事は北側1カ所（ペッチャブリー駅）、南側2カ所（ソンクラー駅、カンタン駅）の3カ所より開始された。当駅はカンタン駅側からの第一期工事により1913年4月1日に終着駅として開業した。開業して9箇月後の1914年1月1日に、トゥンソン駅まで延伸開業し中間駅となった。 
- 1913年4月1日 【開業】カンタン駅 - フワイヨート駅 (49.26km)
- 1914年1月1日 【開業】フワイヨート駅 - トゥンソン駅 (43.74km)

## 駅構造
切欠き単式ホーム1面2線をもつ地上駅であり、駅舎はホームに面している。単式ホーム1面ではあるが、側線があるため棒線駅ではない。

## 駅周辺
- カオ・プー＝カオ・ヤー国立公園